# 美国奴隶制现状
《美国奴隶制现状：千名见证者的证词》是美国废奴主义者西奥多·德怀特·韦尔德同他的妻子安吉丽娜·格里姆凯和她的妹妹莎拉·格里姆凯合著的一本书，出版于1839年。  
韦尔德是一名新英格兰白人，是废奴运动关键人物之一。他的妻子安吉丽娜和妻妹莎拉来自南方的奴隶主家庭。两位妇女都积极参与废奴运动和妇女选举权运动。西奥多从纽约证券交易所的阅览室大量购买被丢弃的报纸。他把它们带回新泽西州李堡，在那里，两位女性对它们进行分析，制作剪报，并按主题安排内容：饮食、服装、住房、工作条件等。正如这本书在引言中所说的那样，南方的报纸，特别是在为逃亡奴隶发布告示的时候，提供了虐待奴隶的直接证据。这本书邀请有兴趣的人联系出版商美国反奴隶制协会的办公室，以核实其来源。本书还分析了为奴隶制辩护的论点。在废奴运动的形成时期，该书非常有影响力。
哈丽特·比彻·斯托将《美国奴隶制现状》视为她的《汤姆叔叔的小屋》的直接灵感来源，该小说在结束奴隶制运动中也形成了很大的影响力。据报道，斯托甚至“晚上睡觉时将这本书放在枕头下”。  在出版的第一年内，该书已售出100,000册。该书将受奴隶制影响的人的证词和奴隶贩子自己发布的告示组合在一起，  这样的形式有效地提升了公众对废奴主义的支持，因为无论奴隶主受到多坏的描述，他们都无法反驳他们自己的话。